# Breviraja spinosa
Breviraja spinosa е вид хрущялна риба от семейство Морски лисици (Rajidae).

## Разпространение и местообитание
Видът е разпространен в САЩ (Джорджия, Северна Каролина, Флорида и Южна Каролина).
Среща се на дълбочина от 323 до 1330 m, при температура на водата от 4,3 до 25,8 °C и соленост 34,7 – 36,4 ‰.